# 杨果
杨果（1195年—1269年），字正卿，号西庵，祁州蒲阴（今河北省安国市）人。
生于金章宗承安二年，父母早逝，在亳州、许昌流落十余年，以章句授徒。金哀宗正大元年（1224年）进士，官偃師令，入元后，官至参知政事，以廉潔著称。至元六年（1269年）出京擔任懷孟路總管。长于乐府散曲。卒于元世祖至元六年。著有《西庵集》。 

## 延伸阅读
[在维基数据编辑]
 《元史·卷164》，出自宋濂《元史》
 《新元史/卷158》，出自柯劭忞《新元史》